# Marcelo Álvaro Antônio
Marcelo Henrique Teixeira Dias, mais conhecido como Marcelo Álvaro Antônio GOMN (Belo Horizonte, 16 de fevereiro de 1974), é um empresário e político brasileiro filiado ao Partido Liberal (PL).
Atualmente é deputado federal por Minas Gerais. Foi ministro do Turismo do Brasil de 2019 a 2020, no governo de Jair Bolsonaro.
Ingressou na política em 2012, como vereador na cidade de Belo Horizonte, pelo Partido Republicano Progressista. É filho do ex-deputado Álvaro Antônio Teixeira Dias e de Vilma Penido Dias. Casado com Janaina Cardoso, teve três filhos: Amanda, Ana Clara e Paulo Henrique. Tem como principal base eleitoral a Região do Barreiro.
Foi o deputado federal mais votado do estado de Minas Gerais nas eleições de 2018, quando foi reeleito, com 230.008 votos.
Marcelo é filiado ao Partido Social Liberal (PSL), sendo presidente do partido em Minas Gerais. Em maio de 2020, como então Ministro do Turismo, foi homenageado pelo presidente Jair Bolsonaro com a Ordem do Mérito Naval por seus serviços relevantes à Marinha do Brasil.

## Trajetória do parlamentar
Eleito com 8.846 votos para vereador na cidade de Belo Horizonte em 2012, pelo PRP, o 9º mais votado da cidade. Apresentou projetos que buscavam ampliar a participação popular nas decisões da Câmara Municipal de Belo Horizonte. Criou o projeto Vereador no Bairro, para atender localmente os cidadãos e promover a participação do cidadão na política municipal.
Em 2014, foi eleito para o seu primeiro mandato como Deputado Federal ao conquistar 60.384 votos (0,60%).
No ano de 2016, concorreu à Prefeitura de BH, pelo PR, ficando em 9º lugar.
Em 2018, foi reeleito para a Câmara dos Deputados pelo PSL com 230.008 votos, o mais votado do estado de Minas Gerais.
O seu terceiro mandato consecutivo foi conquistado em 2022 ao obter 31.025 votos (0,28%).

## Posicionamento em votações
- Impeachment de Dilma Rousseff: favorável ao impeachment
- Cassação do Deputado Eduardo Cunha: favorável à cassação
- Investigação contra Michel Temer: favorável às investigações
- Reforma Trabalhista: contrário à reforma
- Regulamentação da terceirização: favorável à regulamentação
- Criação de fundo partidário de campanhas de 3,6 Bilhões: contrário à criação
- Sistema eleitoral do Distritão: contrário ao sistema

Fonte: Portal da Câmara dos Deputados

## Controvérsias

### Acusação de desvio de dinheiro
No dia 4 de fevereiro de 2019, a Folha de S.Paulo reportou a suspeita de um esquema de candidaturas "laranja", direcionando o dinheiro das verbas públicas para empresas ligadas a membros de seu gabinete na Câmara. Como presidente do partido em Minas Gerais, era responsável por redirecionar R$279 mil a candidatas, que era o valor mínimo imposto pela Justiça Eleitoral destinado a mulheres candidatas em postos políticos. Dos R$ 279 mil repassados às candidatas, pelo menos R$ 85 mil foram redirecionados a contas de quatro empresas de assessores, parentes ou sócios de assessores de Marcelo Álvaro Antônio.

### Candidaturas Laranjas
O Ministério Público Eleitoral de Minas Gerais denunciou, no dia 4 de outubro de 2019, o ministro do Turismo, Marcelo Álvaro Antônio (PSL), por três crimes envolvendo candidaturas-laranja do partido em 2018. Outra dez pessoas também foram denunciadas. Os crimes são de falsidade ideológica, apropriação indébita eleitoral, que é quando o candidato se apropria com os recursos destinados ao financiamento eleitoral para proveito próprio, e associação criminosa.
O indiciamento do ministro pela Polícia Federal ocorreram no dia 3 do mesmo mês, pelo crime eleitoral de omissão na prestação de contas e também pelo crime de associação criminosa. As investigações foram feitas de forma conjunta entre PF e Ministério Público.

### Ameaça de morte
Em depoimento espontâneo à Polícia Federal em Brasília, a deputada federal Alê Silva, do PSL-MG, solicitou proteção policial por ter recebido a informação de que o ministro do Turismo a ameaçou de morte em uma reunião com correligionários, no fim de março de 2019, em Belo Horizonte. Segundo a deputada, isso ocorreu após ela ter denunciado o ministro por seu esquema de candidaturas laranjas e se confirmou por meio de ameaças contra ela e sua família através de interlocutores de Álvaro Antônio. Alê Silva também denunciou o ministro à PGR que encaminhou a denúncia ao Ministério Público mineiro .
O Ministro do Turismo negou ter feito ameaças e disse que a deputada faz campanha difamatória contra ele em busca de espaço no partido no estado. Em audiência no Congresso Nacional, o ministro foi questionado pela própria parlamentar sobre a suposta ameaça de morte que teria feito, respondendo que ela nunca ocorreu, ressaltando que não tem perfil violento e ironizando a aparência física da deputada, afirmando que jamais ameaçaria alguém que já deve estar chegando na terceira idade.

### Tentativa de censura da Folha de S.Paulo
Em fevereiro de 2019, juíza Grace Correa Pereira Maia, da 9ª Vara Cível de Brasília, recusou o pedido de Marcelo Álvaro Antônio para condenar os artigos da Folha de S.Paulo que o ligam ao esquema de laranjas. Segundo a juíza não existem elementos que indiquem que as reportagens tenham acusações falsas.
"[A] retirada de matéria de circulação configura censura em qualquer hipótese, o que se admite apenas em situações extremas, o que evidentemente não é o caso."— Grace Correa Pereira Maia
A Associação Brasileira de Jornalismo Investigativo (Abraji) divulgou uma nota:

"A Abraji considera inaceitável que uma autoridade pública tente promover a censura a um meio de comunicação. Buscar impedir a circulação de informações de interesse público sob o argumento de ofensa à honra é um desserviço à democracia."

### Indicações para o cargo de superintendente do IPHAN no Rio de Janeiro e de coordenador administrativo do IPHAN em Minas Gerais
Em abril de 2020, utilizando-se de suas atribuições como Ministro do Turismo, Marcelo Álvaro Antônio nomeou Monique Baptista Aguiar para o cargo de coordenação no Instituto do Patrimônio Histórico e Artístico Nacional (IPHAN) no Rio de Janeiro. Monique Aguiar é responsável por manter um blog de turismo e se define como "digital influencer" e "turismóloga". Nas redes sociais, a nomeada defendia o presidente Jair Bolsonaro, criticava pessoas que solicitaram o auxílio emergencial pago pelo governo durante a pandemia do coronavírus e defendia o fim do isolamento social. A nomeação de Monique para o cargo - historicamente ocupado por arquitetos e urbanistas - foi extremamente criticada e considerada "um equívoco temerário" por profissionais da área de preservação do patrimônio cultural. A arquiteta Noemia Barrada, integrante do Conselho de Arquitetura e Urbanismo do Rio de Janeiro (CAU-RJ), notou que a nomeação era particularmente preocupante por se tratar da superintendência do IPHAN no Rio de Janeiro, estado que concentra o maior acervo de bens culturais protegidos, seja de natureza material (tombados e valorados) ou imaterial (registrados). Além do CAU-RJ, manifestaram repúdio à nomeação o Instituto de Arquitetos do Brasil, o Sindicato dos Arquitetos e Urbanistas no Estado do Rio de Janeiro (SARJ), a Associação Brasileira de Arquitetos Paisagistas (ABAP), a Associação Brasileira de Ensino de Arquitetura e Urbanismo (ABEA), a Associação Brasileira dos Escritórios de Arquitetura (AsBEA), o Conselho Internacional de Monumentos e Sítios Rio de Janeiro (Icomos) e o Comitê Internacional de Documentação e Conservação de Edifícios, Sítios e Bairros do Movimento Moderno (Docomomo).
Outra nomeação considerada polêmica foi a do advogado Victor Lucchesi como Coordenador Administrativo da Superintendência do IPHAN em Minas Gerais, igualmente contestada pelo MPF dada sua suposta inexperiência no setor público. Lucchesi era ativista conservador responsável pela organização de manifestações contrárias ao Partido dos Trabalhadores em Belo Horizonte quando foi eleito Presidente Estadual do PSL Jovem de Minas Gerais e atuou como apoiador político de Marcelo Álvaro Antônio, tendo inclusive cedido sua casa para uma reunião de líderes de direita acerca da tentativa de candidatura ao Senado do então Ministro do Turismo, frustrada posteriormente. A gestão do advogado na entidade foi marcada por frases polêmicas, de forte teor de direita. Durante o período, ainda, Lucchesi apoiou publicamente a influenciadora política Amanda Teixeira Dias, filha do ex-ministro, cogitando sua futura candidatura ao governo do Estado de Minas Gerais numa eventual chapa com Nikolas Ferreira, lançado à presidência do Brasil. Apesar das controvérsias, Victor Lucchesi justificou sua nomeação por ser advogado e pós-graduado em direito administrativo e gestão pública, áreas correlatas ao cargo gerencial. Com isso, o Ministério Público Federal arquivou seu procedimento interno.

## Demissão
Marcelo foi demitido após publicar uma mensagem em um grupo de WhatsApp, dirigida ao ministro Luiz Eduardo Ramos, chefe da Secretaria de Governo, chamando-o de "traíra" e dito que o general esconde de Bolsonaro o "altíssimo preço" que o governo tem pago por "aprovações insignificantes" no Congresso.

## Desempenho em Eleições
| Ano  | Eleição                        | Partido | Cargo            | Votos   | %                | Resultado  | Ref    |
| ---- | ------------------------------ | ------- | ---------------- | ------- | ---------------- | ---------- | ------ |
| 2012 | Municipal de Belo Horizonte/MG | PRP     | Vereador         | 8.846   | 0,70%            | Eleito     | [ 5 ]  |
| 2014 | Estadual de Minas Gerais       | PRP     | Deputado Federal | 60.384  | 0,60%            | Eleito     | [ 11 ] |
| 2016 | Municipal de Belo Horizonte/MG | PR      | Prefeito         | 32.121  | 2,71% (9º Lugar) | Não Eleito | [ 13 ] |
| 2018 | Estadual de Minas Gerais       | PSL     | Deputado Federal | 230.008 | 2,28%            | Eleito     | [ 6 ]  |
| 2022 | Estadual de Minas Gerais       | PL      | Deputado Federal | 31.025  | 0,28%            | Eleito     | [ 14 ] |